# Ménil-Annelles
Ménil-Annelles är en kommun i departementet Ardennes i regionen Grand Est (tidigare regionen Champagne-Ardenne) i nordöstra Frankrike. Kommunen ligger  i kantonen Juniville som ligger i arrondissementet Rethel. År 2022 hade Ménil-Annelles 102 invånare.

## Befolkningsutveckling
Antalet invånare i kommunen Ménil-Annelles
Referens: INSEE